# نانسي ويلسون (فنان)
نانسي ويلسون (بالإنجليزية: Nancy Wilson )‏ (و. 1954  م) هي مغنية، وموسيقية، وعازفة قيثارة، ومنتجة أسطوانات أمريكية، ولدت في سان فرانسيسكو، تستخدم آلات قيثارة، بدأت مشوارها المهني سنة 1974.

## التعليم
تعلمت في جامعة الباسيفيكي ‏، وجامعة بورتلاند الحكومية.

## وصلات خارجية
- نانسي ويلسون على موقع IMDb (الإنجليزية)
- نانسي ويلسون على موقع ألو سيني (الفرنسية)
- نانسي ويلسون على موقع ميوزك برينز (الإنجليزية)
- نانسي ويلسون على موقع رولينغ ستون (الإنجليزية)
- نانسي ويلسون على موقع إن إن دي بي (الإنجليزية)
- نانسي ويلسون على موقع أول ميوزيك (الإنجليزية)
- نانسي ويلسون على موقع ديسكوغز (الإنجليزية)
- نانسي ويلسون على موقع قاعدة بيانات الفيلم (الإنجليزية)
- نانسي ويلسون في قاعدة بيانات الأفلام على الإنترنت